# E-Prix di Long Beach
L'E-Prix di Long Beach è stato un evento automobilistico con cadenza annuale destinato alle vetture a trazione interamente elettrica del campionato di Formula E tenuto a Long Beach, California. La prima edizione si è corsa il 4 aprile 2015, ed è stato il sesto E-Prix nella storia della categoria. Si sono svolte un totale di due edizioni, prima dell'uscita dal calendario.

## Circuito
L'evento si è disputato sul Circuito di Long Beach, circuito cittadino che si trova nella zona marittima della città di Long Beach. È stata utilizzata una versione ridotta del circuito, lunga poco più di 2 km e con un totale di appena 7 curve, rispetto a quella usata da Formula 1 e IndyCar Series.

## Albo d'oro
| Edizione | Tracciato              | Vincitore                      | Secondo                              | Terzo                          | Pole position             | Giro veloce                    |
| -------- | ---------------------- | ------------------------------ | ------------------------------------ | ------------------------------ | ------------------------- | ------------------------------ |
| 2015     | Circuito di Long Beach | Nelson Piquet Jr. China Racing | Jean-Éric Vergne Team Andretti       | Lucas Di Grassi Audi Sport ABT | Daniel Abt Audi Sport ABT | Nicolas Prost Renault-e.dams   |
| 2016     | Circuito di Long Beach | Lucas Di Grassi Audi Sport ABT | Stéphane Sarrazin Venturi Grand Prix | Daniel Abt Audi Sport ABT      | Sam Bird DS Virgin Racing | Sébastien Buemi Renault-e.dams |